# Academia del Alcázar
La Academia del Alcázar fue una convocatoria literaria fundada en Valencia por impulso de José Ortí y Moles. Era rival de la Academia del Parnaso y según los investigadores se constituyó en la valenciana más importante y efectiva del siglo XVII. 
Hay distintas opiniones sobre la fecha de su fundación, así Vicente Ximeno dice que 1670, Serrano Morales y José Sánchez el 1681.
El documento más antiguo de la Academia es de José Ortí Moles del lunes 3 de marzo de 1681. 
Se reunían los lunes y, según los indicios fue una academia longeva, teniendo referencias y alabanzas sobre ella en abril de 1698, en la Academia de las Señoras

“¿Cómo que aplauda yo, cómo que alabe?/ el Alcázar perdone, que no cabe./ Maldiciente he de ser y en esto fundo,/ según vemos, el Mundo,/ que quanto más maldiga y más murmure,/ más general aplauso se assegure” Valterra.

## Temática tratada
La Academia ejerció una labor poética y teatral de signo barroco, representándose en ella comedias, zarzuelas y piezas dramáticas. Trató temas costumbristas y de amor, política, matemáticas, astronomía, música, danza, representación, historia e incluso teatro. 
En 1681 conmemoró la muerte de Calderón de la Barca con un volumen elegíaco titulado Fúnebres Elogios. 
Merece mención la propuesta realizada por Castellví y Alagón de conmemorar la muerte de Calderón de la Barca.

“no importa que Valencia no le llame hijo, cuando sus ingenios le reconocen como padre. Y así, como es mi obligación encomendar se escriban los papeles, considero serlo de ustedes el entregarlo a la ejecución cuando sepa el Alcázar ser yo testigo de las alabanzas que nuestra nación le debió; y haberle oído decir, que no había hallado mejor lugar que el nuestro…”.

La propuesta fue aceptada:  

“que para el primer lunes entre los diferentes assumptos, sean solamente algunos a la muerte de don Pedro Calderón…”.

Fueron varios los académicos que le dedicaron sus letras, recogidas en el libro ‘Fúnebres elogios’.

“Y, en fin, eminente Alcaçar,/ Palacio cortés, ameno/ jardín siempre pertrechado,/ castillo y glorioso templo,/ a quien representación/ política, Historia, Verso/ y Música, asisten doctos./ Ved si arto que admirar tengo”

## Fragmentos literarios
En los trabajos de don Vicente Luis Simó Santonja de la RACV encontramos algunos ejemplos de la producción literaria de dicha academia.

“Esta valenciana república vivía en conservación de sus faltas, pero entre aquesta pereza, que la pura continuación de los exercicios le permitia, erigio a este Celsíssimo Alcazar, y adquirieron las letras nuevos triunfos…si miro la prudencia la hallo coronada con los triunfos del valor. Si miro al valor hallo que ha menester defenderse de la prudencia, para que no se acovarde remissa, ni se precipite temeraria”.

“¿De qué sirve, de que en atrocidades,/ Parcas tiranas, el aver rendido/ Ésse a quien las deidades han debido/ Duración inmortal de ser Deidades?/ Reparad que si él en las edades/ Ofrecio a tantos reyes lo luzido,/ ¿Cómo le passareis por el olvido/ Al que eterno está ya en sus voluntades?./ Llórente ellos, pues; y si en tu esfera/ Del ALCAZAR miras ofrecerte/ El llanto, oh CALDERON!, pues te venera,/ Recíbele y dirá en dichosa suerte:/ O quién Fénix de tus cenizas fuera/ Naciendo de ellas a sentir su muerte”.

## Presidentes
Según una "Oración" en la primera acta tras ser nombrado presidente José Ortí fueron presidentes de la Academia:
- Jaime Fuster
- Francisco Figuerola
- José Ortí Moles

## Académicos
- José Ortí Moles
- Marco Antonio Ortí Moles
- Castellví Alagón
- Mercader Cervellón
- Coloma
- Del Olmo
- Fuster
- Figuerola
- Ladrón de Pallás
- Planes
- Carroz
- Pedero Monsoriu
- Cristóbal Monsoriu
- Assió
- Pontons
- Milán
- Escuder
- Soria
- Sanchos
- Olginat
- Cardona
- Falcó de Belaochaga
- Cristóbal Roca
- Gregorio Roca
- Peñalva
- Llaneres
- Casal